# Dammsjön (Örsås socken, Västergötland)
Dammsjön är en sjö i Svenljunga kommun i Västergötland och ingår i Ätrans huvudavrinningsområde.